# سرجی روبرتو
سرجی روبرتو کارنیسر (انگلیسی: Sergi Roberto Carnicer؛ زادهٔ ۷ فوریهٔ ۱۹۹۲)، بازیکن فوتبال اهل اسپانیا است که برای باشگاه فوتبال کومو بازی می‌کند.

## آمار ملی

### بازی‌های ملی
تا تاریخ ۶ اکتبر ۲۰۲۱
| اسپانیا | اسپانیا | اسپانیا |
| سال     | بازی    | گل      |
| ------- | ------- | ------- |
| ۲۰۱۶    | ۳       | ۱       |
| ۲۰۱۸    | ۲       | ۰       |
| ۲۰۱۹    | ۲       | ۰       |
| ۲۰۲۰    | ۳       | ۰       |
| ۲۰۲۱    | ۱       | ۰       |
| مجموع   | ۱۱      | ۱       |

### گل‌های ملی
| شماره | تاریخ          | میزبان | بازی ملی | حریف        | نتیجه | رقابت                  |
| ----- | -------------- | ------ | -------- | ----------- | ----- | ---------------------- |
| ۱     | ۵ سپتامبر ۲۰۱۶ | لئون   | ۳        | لیختن‌اشتاین | ۸–۰   | مقدماتی جام جهانی ۲۰۱۸ |

## افتخارات
بارسلونا
لالیگا: ۲۰۱۰–۱۱، ۲۰۱۲–۱۳، ۲۰۱۴–۱۵، ۲۰۱۵–۱۶، ۲۰۱۷–۱۸، ۲۰۱۸–۱۹، ۲۰۲۲–۲۳
کوپا دل ری: ۲۰۱۱–۱۲، ۲۰۱۴–۱۵، ۲۰۱۵–۱۶، ۲۰۱۶–۱۷، ۲۰۱۷–۱۸، ۲۰۲۰–۲۱
سوپرکاپ اسپانیا: ۲۰۱۰، ۲۰۱۶، ۲۰۲۲–۲۳
لیگ قهرمانان اروپا: ۲۰۱۰–۱۱، ۲۰۱۴–۱۵
سوپر جام یوفا: ۲۰۱۱، ۲۰۱۵
جام باشگاه‌های جهان فیفا: ۲۰۱۱، ۲۰۱۵
اسپانیا زیر ۱۷ سال
مقام سوم جام جهانی زیر ۱۷ سال فیفا: ۲۰۰۹
اسپانیا
نایب قهرمان لیگ ملت‌های یوفا: ۲۰۲۰–۲۱
شخصی
موفقیت یازدهم لیگ قهرمانان اروپا: ۲۰۱۶
بهترین بازیکن سال کاتالونیا: ۲۰۱۶–۱۷